# Eucosma gradensis
Eucosma gradensis is een vlinder uit de familie bladrollers (Tortricidae). De wetenschappelijke naam is voor het eerst geldig gepubliceerd in 1909 door Galvagni.
De soort komt voor in Europa.